# کنود لوندبرگ
کنود لوندبرگ (دانمارکی: Knud Lundberg; ۱۴ مهٔ ۱۹۲۰ – ۱۲ اوت ۲۰۰۲) بازیکن فوتبال، بازیکن هندبال، بازیکن بسکتبال و نویسنده اهل دانمارک بود.
از باشگاه‌هایی که در آن بازی کرده‌است می‌توان به باشگاه فوتبال اوبی اشاره کرد.